# Luigi Calabresi
Pour les articles homonymes, voir Calabresi.
Luigi Calabresi (Rome, 14 novembre 1937 – Milan, 17 mai 1972) est un commissaire de la police italienne, plus spécialement de la Division des enquêtes générales et des opérations spéciales (it), assassiné en 1972 par un commando de l'organisation d'extrême gauche Lotta continua à Milan.
Il a reçu la médaille d'or du mérite civil de la présidence de la République italienne à titre posthume. Son procès en béatification est en cours, le faisant serviteur de Dieu.

## Biographie
Né à Rome en 1937, il fait des études de droit à l'université de la Sapienza, qu'il termine avec une thèse sur la mafia. Mais il préfère s'engager dans la police. En 1965, il passe le concours de commissaire de sécurité publique.
À Milan, il est nommé à la Section politique de la Préfecture. Il est chargé de surveiller les milieux d'extrême gauche, particulièrement les groupes maoïstes et anarchistes. Il enquête notamment sur un trafic d'explosifs que les anarchistes italiens entretiendraient avec leurs homologues grecs. Selon son fils, il aurait développé des rapports plutôt cordiaux avec beaucoup d'anarchistes, dont Giuseppe Pinelli.
En 1968, il devient commissaire en chef à la Section politique de la Préfecture de Milan.

### Enquête sur l'attentat de Piazza Fontana
Le cheminot anarchiste Giuseppe Pinelli est placé en garde à vue dans le cadre de l'enquête sur l'attentat de Piazza Fontana, qui a eu lieu le 12 décembre 1969. Il fait une chute mortelle du quatrième étage de la Préfecture de police de Milan. La police déclare qu'il s'est suicidé, mais la presse de gauche accuse, sans preuve, Luigi Calabresi de l'avoir volontairement défenestré. Le journal d'extrême gauche Lotta Continua, sous la plume de Pio Baldelli, titre en première page : « Pinelli a été assassiné et Calabresi est son assassin ! ».
Le dramaturge Dario Fo, prix Nobel en 1997, met en scène une pièce tragi-comique, Mort accidentelle d’un anarchiste, qui est jouée pour la première fois 5 décembre 1970. Le personnage du « Commissaire Sportif » est une caricature de Calabresi. Il est présenté comme l'assassin de Pinelli et confondu par un fou introduit à la Préfecture.
Sur les murs de Milan et d'autres villes italiennes, les graffitis menaçant Calabresi de mort deviennent courante.

### Enquête sur la mort de Giangiacomo Feltrinelli
Le 14 mars 1972, on trouve dans un champ à Segrate, en banlieue milanaise, un cadavre au pied d'un pylône électrique. Calabresi est chargé de l'affaire.
Le 16 mars, Calabresi déclare que le corps, retrouvé avec de faux papiers et des explosifs, est en réalité celui de Giangiacomo Feltrinelli, éditeur milliardaire d'extrême gauche. Feltrinelli avait fondé le Gruppo d'Azione Partigiana, une cellule responsable de divers attentats à l'explosif. Le groupe émettait aussi par radio des messages chiffrés sur des objectifs à frapper. L'enquête, menée par Calabresi, établit que Feltrinelli en personne était en train d'amorcer une bombe sur un pylône de haute tension pour provoquer un black out à Milan et faciliter ainsi des actes de violence terroriste. Les organisations et la presse de gauche contestent la version de Calabresi et affirment que Feltrinelli aurait été assassiné soit par les services secrets, soit par la CIA, soit par un groupe de droite. Pourtant, l'enquête permet d'arrêter les autres membres du groupe les jours suivants. Ils seront jugés en 1979,.

### Assassinat et suites judiciaires
Le 17 mai 1972, le commissaire Calabresi est assassiné devant son domicile. Il est inhumé au Cimetière majeur de Milan.
Le juge qui ouvre le procès à la Cour de Milan, Carlo Biotti, est victime d'une campagne de diffamation. Le 27 octobre 1975, le juge d'instruction D'Ambrosio déterminera que la mort de Pinelli a été due à des causes accidentelles, et que, par ailleurs, le commissaire Calabresi n’était pas présent dans la pièce où se trouvait Pinelli au moment de sa chute.
En 1988, Leonardo Marino, ex-militant de Lotta Continua, avouera avoir servi de chauffeur lors de l'assassinat de Calabresi. Il désignera, comme commanditaires de l'attentat, Adriano Sofri et Giorgio Pietrostefani, et, comme tireur, Ovidio Bompressi,. Tous étaient membres de l'organisation Lotta Continua.
En 1997, les prévenus sont reconnus coupables. Adriano Sofri et Giorgio Pietrostefani sont condamnés à vingt-deux ans de prison, sauf Leonardo Marino, qui bénéficie des mesures de réductions octroyées aux repentis (collaboratori di giustizia ou pentiti).
Luigi Calabresi est un serviteur de Dieu pour l'Église catholique. Sa cause a été introduite sous le pontificat de Paul VI.

## Culture populaire
Dans le film Piazza Fontana (or. it.: Romanzo di una strage) de Marco Tullio Giordana (2012), le rôle de son personnage est tenu par Valerio Mastandrea.